# Lutidine
Die Lutidine oder Dimethylpyridine bilden in der Chemie eine Stoffgruppe von organischen Verbindungen, die zu den Heterocyclen (genauer: Heteroaromaten) zählt. Sie bestehen aus einem Pyridinring, der mit zwei Methylgruppen substituiert ist. Durch deren unterschiedliche Anordnung ergeben sich sechs Konstitutionsisomere mit der Summenformel C7H9N. Das 2,6-Lutidin ist das bekannteste Isomer.

## Vertreter
| Gefahrensymbol | Gefahrensymbol |

| Gefahrensymbol | Gefahrensymbol |

| Gefahrensymbol | Gefahrensymbol |

| Gefahrensymbol | Gefahrensymbol |

| Gefahrensymbol | Gefahrensymbol |

| Gefahrensymbol | Gefahrensymbol |

| Gefahrensymbol |

## Eigenschaften
Die Lutidine sind farblose bis gelbe Flüssigkeiten mit einem charakteristischen Geruch und leicht öliger Konsistenz. Sie sind löslich in Wasser, Ethanol, Diethylether und Aceton. Die Verbindungen sind als gesundheitsschädlich eingestuft, drei der Isomere als giftig. Die Lutidine sind in der EU durch die Verordnung (EG) Nr. 1334/2008 unter den FL-Nummern 14.064 und 14.103 bis 14.106 als Aromastoffen für Lebensmittel zugelassen. 
Durch Oxidation der Methylgruppen entstehen die Pyridindicarbonsäuren. Lediglich beim 2,4-Isomer wird der Name auf das Produkt übernommen: Die Pyridin-2,4-dicarbonsäure trägt den Namen Lutidinsäure, die Namen der anderen fünf Isomere haben eine andere Herkunft.